# Kristina Iossifowna Paul
Kristina Iossifowna Paul (russisch Кристина Иосифовна Пауль; * 22. Februar 1998 in Taschtagol) ist eine russische Snowboarderin. Sie startet in der Disziplin Snowboardcross.

## Werdegang
Paul startete im Dezember 2013 in Montafon erstmals im Europacup und belegte dabei die Plätze 23 und 12. Im folgenden Monat holte er in Cortina d’Ampezzo ihren ersten Europacupsieg. Ihr Debüt im Snowboard-Weltcup hatte sie im Januar 2014 in Vallnord-Arcalís, das sie auf die Plätze 39 und 37 beendete. Bei den Snowboard-Juniorenweltmeisterschaften 2014 und 2015 errang die Plätze sieben und 32. Im Januar 2015 gewann sie beim Europäischen Olympischen Winter-Jugendfestival in Schruns die Bronzemedaille und belegte bei den Weltmeisterschaften am Kreischberg den 18. Platz. Bei den Olympischen Jugend-Winterspielen 2016 in Lillehammer errang sie den fünften Platz. Im Februar 2016 erreichte sie in Sunny Valley mit dem achten Platz ihre erste Top-Zehn-Platzierung im Weltcupeinzel und wurde im folgenden Monat russische Meisterin im Snowboardcross. Bei den Snowboard-Juniorenweltmeisterschaften 2016 in Rogla und 2017 in Klínovec gewann sie jeweils die Silbermedaille im Teamwettbewerb und die Goldmedaille im Snowboardcross. In der Saison 2016/17 kam sie mit zwei Top-Zehn-Platzierungen auf den 17. Platz im Snowboardcross-Weltcup. Im Dezember 2017 erreichte sie mit dem dritten Platz in Montafon zusammen mit Marija Wassilzowa ihre erste Podestplatzierung im Weltcup. Bei den Olympischen Winterspielen 2018 in Pyeongchang belegte sie den 12. Platz. Ende August 2018 gewann sie bei den Juniorenweltmeisterschaften in Cardrona erneut die Goldmedaille. In der Saison 2018/19 errang sie den 11. Platz im Snowboardcross-Weltcup und bei den Snowboard-Weltmeisterschaften 2019 in Park City jeweils den 14. Platz im Einzel und im Team. Im März 2019 holte sie bei der Winter-Universiade in Krasnojarsk die Goldmedaille und wurde in Sunny Valley russische Meisterin. In den folgenden Jahren belegte sie bei den Snowboard-Weltmeisterschaften 2021 in Idre den 13. Platz im Teamwettbewerb sowie den achten Rang im Einzel und bei den Olympischen Winterspielen 2022 in Peking den 17. Platz im Einzel sowie den achten Rang im Teamwettbewerb. Im März 2022 wurde sie erneut russische Meisterin.

## Teilnahmen an Weltmeisterschaften und Olympischen Winterspielen

### Olympische Winterspiele
- 2018 Pyeongchang: 12. Platz Snowboardcross
- 2022 Peking: 8. Platz Snowboardcross Team, 17. Platz Snowboardcross

### Snowboard-Weltmeisterschaften
- 2015 Kreischberg: 18. Platz Snowboardcross
- 2019 Park City: 14. Platz Snowboardcross Team, 14. Platz Snowboardcross
- 2021 Idre: 8. Platz Snowboardcross, 13. Platz Snowboardcross Team

## Snowboardcross-Weltcup-Gesamtplatzierungen
| Saison  | Platz | Punkte |
| ------- | ----- | ------ |
| 2015/16 | 20.   | 660    |
| 2016/17 | 17.   | 1030   |
| 2017/18 | 20.   | 1240   |
| 2018/19 | 11.   | 1030   |
| 2019/20 | 26.   | 290    |
| 2020/21 | 25.   | 33     |
| 2021/22 | 19.   | 103    |